# Elizabeth Finardi
Elisabeth Borella Finardi foi eleita em 1968 Miss Rio Grande do Sul representando a cidade de Passo Fundo.
Concorreu ao título de Miss Brasil neste ano, ficando entre as finalistas, sendo que a vencedora foi Martha Vasconcellos da Bahia também eleita Miss Universo daquele ano.